# Atreu
Atreu (Atreos, Atreus, en grec antic Ἀτρεύς) fou fill de Pèlops i Hipodamia, net de Tàntal i germà de Tiestes i Nicipe.
La seva llegenda es basa en l'odi entre els dos germans i en les terribles venjances que es van fer l'un a l'altre. Atreu i el seu germà Tiestes foren induïts per la seva mare, Hipodàmia, a matar el seu germanastre Crisip, que Pèlops havia tingut amb la nimfa Axíoque. Com a càstig, Pèlops desterrà els dos joves i els maleí. Es van refugiar a Micenes, amb Euristeu, que era nebot d'Atreu, o bé, segons una altra versió, amb el pare d'Euristeu, Estènel. Quan Estènel va haver expulsat Amfitrió de la seva part de l'Argòlida, va confiar la ciutat i el territori de Midea a Atreu i a Tiestes. Més endavant, quan Euristeu va morir sense fills, víctima dels Heràclides, un oracle va aconsellar als habitants de Micenes que fessin rei un dels fills de Pèlops. Van cridar a la ciutat Atreu i Tiestes, i cada un d'ells va al·legar els seus respectius drets al tron. Aquí es va manifestar l'odi entre els germans. Atreu havia trobat en el seu ramat, en altre temps, un anyell que tenia el velló d'or. Tot i que havia ofert l'anyell a Àrtemis, una vegada sacrificat se'n guardà la pell. Però la seva dona, Aèrope, que era l'amant de Tiestes, l'hi havia donat el velló miraculós a aquest en secret. En el debat amb els habitants de Micenes, Tiestes va proposar que fos nomenat rei qui presentés un velló d'or, cosa que va acceptar Atreu, que desconeixia el furt. Tiestes, a l'ensenyar el velló, va ser escollit rei. però Zeus, per mitjà d'Hermes, va prevenir Atreu perquè convingués que el veritable rei seria escollit per un altre prodigi, si el sol invertia el seu curs, seria Atreu el rei de Micenes, si no, Tiestes continuaria en possessió del títol. Tiestes acceptà, i immediatament el sol es va pondre per l'est, evidentment perquè Atreu tenia el favor diví. Atreu, un cop rei de Micenes, va desterrar el seu germà, però més endavant, quan va descobrir la intriga d'Aèrope amb Tiestes, va cridar-lo a Micenes fent veure que es reconciliava amb ell. Quan Tiestes va ser a Micenes, Atreu va matar en secret els tres fills que Tiestes havia tingut amb una nàiade, Àglau, Cal·lileont i Orcomen, tot i que s'havien refugiat com a suplicants en un altar de Zeus. Després va esmicolar els nens i els va fer bullir i en un banquet els va servir de menjar al seu pare. A l'acabar, li va ensenyar a Tiestes els caps dels seus fills i li explicà què havia menjat i el va expulsar del país. Tiestes es refugià a Sició, on un oracle li va aconsellar que engendrés un fill amb la seva pròpia filla, Pelopea, sense que ella ho sabés. Va tenir Egist. Pelopea es va casar tot seguit amb Atreu, i aquest va educar Egist com a fill seu. Quan Egist va ser gran, Atreu li confià la missió de matar Tiestes. Però Egist va descobrir que Tiestes era el seu pare i retornat a Micenes va matar Atreu, per donar el reialme a Tiestes.
Del seu matrimoni amb Aèrope va tenir dos fills, Agamèmnon i Menelau, encara que la paternitat d'aquests dos personatges s'atribueix també a Plístenes, un fill d'Atreu mort jove, i per això els nens haurien estat acollits pel seu avi.
La seva suposada tomba existia completa en temps de Pausànies.